# Coenonympha macisaaci
Coenonympha macisaaci är en fjärilsart som beskrevs av Dos Passos 1935. Coenonympha macisaaci ingår i släktet Coenonympha och familjen praktfjärilar. Inga underarter finns listade i Catalogue of Life.